# Президент Занзибара
Президент Занзибара (англ. President of Zanzibar, суахили Orodha ya Marais wa Zanzibar) — глава государства и Революционного правительства Занзибара. Помимо этого, является председателем Революционного совета Занзибара.

## ПрезидентНародной Республики Занзибара и Пембы
12 января 1964 года в ходе Занзибарской революции, возглавляемой Джоном Окелло, была провозглашена Народная Республика Занзибара и Пембы, которую возглавил шейх Ахмад Абейд Каруме.
|   | Портрет | Имя                                                            | Начало полномочий | Окончание полномочий | Партия             |
| - | ------- | -------------------------------------------------------------- | ----------------- | -------------------- | ------------------ |
| 1 |         | шейх Ахмад Абейд Каруме (1905—1972) суахили Abedi Amani Karume | 12 января 1964    | 29 октября 1964      | Партия Афро-Ширази |

## Список президентовЗанзибара (автономии)
В существующем после объединения Республики Танганьика и Народной Республики Занзибара и Пембы автономном Занзибаре сохранилось полноценное внутреннее самоуправление в виде Революционного правительства Занзибара (суахили Jamhuri ya Watu wa Zanzibar) во главе с президентом автономии, который также является главой Революционного совета.
Кроме того, президент Занзибара по должности является вице-президентом Объединённой республики Танзания. Выборы президента Занзибара проходят в рамках всеобщих выборов в Танзании.
|       | Портрет                                                                | Имя                                                            | Начало полномочий | Окончание полномочий | Партия             | Выборы    |
| ----- | ---------------------------------------------------------------------- | -------------------------------------------------------------- | ----------------- | -------------------- | ------------------ | --------- |
| (1)   |                                                                        | шейх Ахмад Абейд Каруме (1905—1972) суахили Abedi Amani Karume | 29 октября 1964   | 7 апреля 1972        | Партия Афро-Ширази | 1965 1970 |
| 2     |                                                                        | Мвиньи Абуд Джумбе (1920—2016) суахили Aboud Jumbe Mwinyi      | 7 апреля 1972     | 30 января 1984       | Партия Афро-Ширази | 1975 1980 |
|       | Чама Ча Мапиндузи (суахили Chama cha Mapinduzi, рус. Партия революции) | Мвиньи Абуд Джумбе (1920—2016) суахили Aboud Jumbe Mwinyi      | 7 апреля 1972     | 30 января 1984       |                    | 1975 1980 |
| и. о. |                                                                        | Али Хасан Мвиньи (1925—2024) суахили Ali Hassan Mwinyi         | 30 января 1984    | 19 апреля 1984       |                    |           |
| 3     | 19 апреля 1984                                                         | Али Хасан Мвиньи (1925—2024) суахили Ali Hassan Mwinyi         | 24 октября 1985   |                      |                    |           |
| 4     |                                                                        | Идрис Абдул Вакил (1925—2000) суахили Idris Abdul Wakil        | 24 октября 1985   | 25 октября 1990      | 1985               |           |
| 5     |                                                                        | Салмин Амур (1948—) суахили Salmin Amour                       | 25 октября 1990   | 8 ноября 2000        | 1990 1995          |           |
| 6     |                                                                        | Амани Абейд Каруме (1948—) суахили Amani Abeid Karume          | 8 ноября 2000     | 3 ноября 2010        | 2000 2005          |           |
| 7     |                                                                        | Али Мохамед Шейн (1948—) суахили Ali Mohamed Shein             | 3 ноября 2010     | 3 ноября 2020        | 2010 2015          |           |
| 8     |                                                                        | Хусейн Али Мвиньи (1966—) суахили Hussein Ali Mwinyi           | 3 ноября 2020     | действующий          | 2020               |           |